# 娘·墀桑扬顿
娘·墀桑扬顿（藏語：མྱང་ཁྲི་བཟང་ཡང་སྟོན་，威利转写：myang khri bzang yang ston），一作娘·墀桑扬敦（ཉང་གི་ཁྲི་བཟང་ཡང་སྟོན་）、聂·赤桑羊敦（གཉགས་ཁྲི་བཟང་ཡང་སྟོན་），吐蕃早期松赞干布时期的大臣。
根据《西藏王统记》记载，墀桑扬顿是娘舍瓦人。墀桑扬顿出生在聂氏家族。在吐蕃时期，这个家族是上约如千户，领地位于今日亚隆一带。《贤者喜宴》则记载他是尼雅（སྙགས）之子。
根据《贤者喜宴》的记载，在早期，吐蕃人的家舍都建在山上。他将山上居民（རི་ཁྱིམ）迁往河谷来开荒种地，并在山顶建立城寨，以此来改造城镇。他因此被认为是“吐蕃七聪慧少年”（བོད་ཕྲུག་མཛངས་མི་བདུན）中的第五位。他与吞弥·桑布扎、噶尔·东赞域松（禄东赞）、支·塞汝恭顿四人并称“四贤臣”（མེད་ཐབས་མེད་པའི་བློན་པོ）。今日西藏民间也有许多关于他的传说。

### 引用
1. ↑  《常见藏语人名地名词典》，222页
2. 1 2 3  《贤者喜宴》，30页
3. 1 2 3  《西藏王统记》，182页，参见注释312。原文误作“聂·赤桑”（གཉགས་ཁྲི་བཟང་）和“羊敦”（ཡང་སྟོན་）二人，藏学家刘立千根据《贤者喜宴》更正。
4. ↑  《西藏王统记》，47页
5. ↑  .   [2017-12-17]. （原始内容存档于2018-12-14）.